# De Dannan
De Dannan, irländsk folkmusikgrupp som spelade in en rad album mellan 1975 och 2000. Gruppen hette ursprungligen Dé Danann efter en folkstam i den irländska mytologin.
De Dannan utmärkte sig av att blanda gammal irländsk folkmusik med moderna inslag. Bland annat spelade de in flera poplåtar och gav dem irländska folkmusikarrangemang, till exempel "Love Hurts", The Beatles "Hey Jude" och Queens "Bohemian Rhapsody".

## Diskografi
Album
- De Danann (1975)
- Selected Jigs Reels and Songs (1976)
- The 3rd Irish Folk Festival in Concert (1977)
- The Mist Covered Mountain (1980)
- Star-Spangled Molly (1981)
- Best of De Dannan (1981)
- Song For Ireland (1983)
- The Irish RM (1984)
- Anthem (1985)
- Ballroom (1987)
- A Jacket of Batteries (1988)
- Half Set in Harlem (1991)
- Hibernian Rhapsody (1995)
- World Tour (studio och live 1996)[1]
- How the West Was Won (1999)
- Welcome to the Hotel Connemara (2000)
- De Danann – Wonderwaltz (2010)
- De Dannan – Jigs, Reels & Rock n' Roll (2012)